# Косовка (деревня, Москва)
Косовка — деревня в Троицком административном округе Москвы (до 1 июля 2012 года была в составе Подольского района Московской области). Входит в состав поселения Вороновское.

## Население
| 1859 | 1890 | 1899 | 1926 | 2002 | 2006 | 2010 |
| ---- | ---- | ---- | ---- | ---- | ---- | ---- |
| 190  | ↗272 | ↘174 | ↗413 | ↘73  | ↘61  | ↗102 |

Согласно Всероссийской переписи, в 2002 году в деревне проживало 73 человека (25 мужчин и 48 женщин). По данным на 2005 год в деревне проживал 61 человек.

## География
Деревня Косовка расположена в центральной части Троицкого административного округа, на Калужском шоссе А130 примерно в 29 км к юго-западу от центра города Подольска, на впадающей в Мочу реке Вороновке. В 2 км к юго-востоку проходит Варшавское шоссе, в 12 км к северу — Московское малое кольцо А107.
Связана автобусным сообщением со станцией метро Тёплый Стан (маршрут № 503) и городом Подольском (маршруты № 1028, 1036 и 1077). Ближайшие населённые пункты — село Вороново и деревня Семенково.

## История
Название деревни, предположительно, происходит от некалендарного личного имени Кос.
В «Списке населённых мест» 1862 года — владельческая деревня 1-го стана Подольского уезда Московской губернии на старокалужском тракте, в 28 верстах от уездного города и 1 версте от становой квартиры, при речке Вороновке, с 22 дворами и 190 жителями (94 мужчины, 96 женщин).
По данным на 1899 год — деревня Вороновской волости Подольского уезда со 174 жителями.
В 1913 году — 50 дворов, имелось земское училище.
По материалам Всесоюзной переписи населения 1926 года — центр Косовского сельсовета Вороновской волости Подольского уезда на Калужском шоссе, в 22,4 км от станции Столбовая Курской железной дороги, проживало 413 жителей (215 мужчин, 198 женщин), насчитывалось 69 хозяйств, из которых 68 крестьянских.
1929—1946 гг. — населённый пункт в составе Красно-Пахорского района Московской области.
1946—1957 гг. — в составе Калининского района Московской области.
1957—1963, 1965—2012 гг. — в составе Подольского района Московской области.
1963—1965 гг. — в составе Ленинского укрупнённого сельского района Московской области.